# 假面騎士×假面騎士 Ghost & Drive 超MOVIE大戰 Genesis
《假面騎士×假面騎士 Ghost & Drive 超MOVIE大戰 Genesis》（日语：仮面ライダー×仮面ライダー ゴースト&ドライブ 超MOVIE大戦ジェネシス），是日本特攝節目《假面騎士Drive》和《假面騎士Ghost》聯動劇場版，日本地區於2015年12月12日上映。
本作劇場版的口號為「世紀大天才＜李奧納多·達文西＞ VS 假面騎士」「10年前種下的謎團、Ghost和Drive<起源>『創世紀』的聯繫」。

## 本作特色
- 本作為《MOVIE大戰》系列的第7部作品。[1][2]
- 故事進展方面首次摒除以往系列中的章節形式，則改變成兩大作品演員陣容會完全地於整部電影故事中作全面互動。
- 本作繼前作《劇場版 假面騎士Drive Surprise Future》再次出現更換變身腰帶而變身為復數騎士之一的主角騎士。
- 本作繼《假面騎士×假面騎士 鎧武 & Wizard 天下決勝之戰國MOVIE大合戰》《假面騎士×假面騎士 Drive & 鎧武 MOVIE大戰 Full Throttle》後，再度出現於劇中角色短暫復活的設定。[3]
- 本作繼《假面騎士×假面騎士 鎧武 & Wizard 天下決勝之戰國MOVIE大合戰》《假面騎士×假面騎士 Drive & 鎧武 MOVIE大戰 Full Throttle》後，再次出現於劇中角色重新獲得變身能力的設定。
- 知名演員小林劍道以及搞笑組合「シソンヌ」兩名成員大河原次郎和長谷川忍，分別會為本作聲演三名主要敵對怪人角色。[4][5]
- 《假面騎士Ghost》本篇中即將現身的第三位騎士假面騎士Necrom於本作中先行登場。
- 於《假面騎士Ghost》本篇即將登場的鬥魂鼓舞魂型態於本作劇場版先行登場，其型態名稱與本篇的命名方式有所不同[6]
- 本作時間點位於《假面騎士Ghost》本篇第9~10話之間。

## 故事概要
在消滅108名惡路程式的三個月後，泊進之介 / 假面騎士Drive與詩島霧子因接受調查頻發異常現象的命令，而來到「不可思議現象研究所」所在的大天空寺院與月村朱里及御成等人進行接觸。
不過這時天空寺尊 / 假面騎士Ghost為奪回被上級眼魔偷取的幽靈眼魂而戰鬥，但進之介因看不見眼魔而誤會對方故意玩鬧，後來加上詩島剛 / 假面騎士Mach與深海誠 / 假面騎士Specter，及進之介這時拿到Mach驅動炎變身參戰之下更混成一堆，此時朱里使用「不知火」讓眼魔現身才打破這個亂局，四人繼而合作將敵人擊倒並奪回眼魂。
正當眾人慶祝彼此的合作之時，石碑卻引發蟲洞並將尊及進之介拉入時光洪流直至到達2005年，而剛好正是尊之父天空寺龍接近身亡的那天。另一方面，因兩人改變了原本該成為過去的歷史，卻造成十年後的現在本來被消滅的惡路程式再次大舉侵略。

## 用語
頻發異常現象
即科學無法解釋的怪異現象，而為了調查該現象的發生進之介與霧子兩人主動前去拜訪了大天空寺院。

## 登場人物

### 《超MOVIE大戰 Genesis》
泊進之介（とまり・しんノすけ）（竹内涼真飾）
假面騎士Drive及假面騎士Zero Drive、假面騎士Dead Heat Drive的變身者。
原特狀況課的成員，在惡路程式事件結束後，轉屬至搜查一課並昇遷為巡查部長，於詩島霧子一同前往拜訪了大天空寺「不可思議現象研究所」調查了頻發異常現象。
與尊一同被蟲洞吸入到2005年，也與腰帶先生相遇。
事件結束後，與詩島霧子結婚。
天空寺尊（てんくうじ・タケル）（西銘駿、山田日向（童年期）飾）
假面騎士Ghost的變身者。
與進之介一同被蟲洞吸入到2005年，也從中了解到過去父親天空寺龍遇害的真相。
在被文藝復興眼魔擊敗前，受到父親天空寺龍的幫助，獲得了假面騎士Ghost父親魂的力量。
詩島剛（しじま・ごう）（稻葉友飾）
假面騎士Mach的變身者，詩島霧子的親弟。
Chase（チェイス）（上遠野太洸飾）
假面騎士Chaser的變身者。
受到蝴蝶效應影響而復活，與剛、誠一同並肩作戰，在進之介和尊於2005年擊敗達文西眼魔時，時空受到修正，在剛和誠的面前消失。
深海誠（ふかみ・マコト）（山本涼介飾）
假面騎士Specter的變身者。

### 《假面騎士Drive》原主要人物
詩島霧子（しじま・きりこ）（內田理央飾）
原特狀課的成員，詩島剛的親姐，在惡路程式事件完結後轉屬至搜查一課，成為了搜查官。
與泊進之介一同前往拜訪了大天空寺「不可思議現象研究所」調查了頻發異常現象。
事件結束後，與泊進之介結婚。
腰帶先生（ベルトさん）（CV：Chris Peppler）
Drive驅動器內藏的人工智慧，在進之介和尊被蟲洞吸入到達2005年時，遇到了進之介，但是對進之介感到素不相識，也不熟知變身系統。
於事件結束後，再度將自己封印「Drive Pit」地底之中。
本願寺純（ほんがんじ・じゅん）（片岡鶴太郎飾）
原特狀課的課長，在惡路程式事件完結後因相關功績而成了警視廳副總監，在達文西眼魔的攻擊下失去性命，而在太平間遇到了仙人，在仙人的幫助下返回人間。
澤神鈴奈（ざわかみ・りんな）（吉井怜飾）
原特狀課的成員，電子物理研究學家，在惡路程式事件完結後回到學會，以電子物理學方面的世界權威身分繼續活躍，受到剛的委托和朱里一同製造蟲洞裝置。
西城究（さいじょう・きゅう）（濱野謙太飾）
原特狀課的成員，負責情報搜索的網絡研究家。
追田現八郎（おった・げんはちろう）（井俣太良飾）
原特狀課的成員，惡路程式事件解決後昇遷警部並為警視廳的知名刑事警察。
Heart（ハート）（蕨野友也飾）
惡路程式002 / 心臟惡路程式所擬態的人類身份。
受到蝴蝶效應的影響，而重新復活，在10年前(2005年)因達文西眼魔被進之介和尊後擊敗而消失。
Brain（ブレン）（松島庄汰飾）
惡路程式003 / 頭腦惡路程式所擬態的人類身份。
受到蝴蝶效應的影響，而重新復活，在10年前(2005年)因達文西眼魔被進之介和尊後擊敗而消失。
Medic（メディック）（馬場富美香飾）
惡路程式009 / 醫師惡路程式所擬態的人類身份。
受到蝴蝶效應的影響，而重新復活，在10年前(2005年)因達文西眼魔被進之介和尊後擊敗而消失。

### 《假面騎士Ghost》原主要人物
月村朱里（つきむら・アカリ）（大澤光飾）
尊的青梅竹馬。
御成（おなり）（柳喬之飾）
現任大天空寺的住持。
天空寺龍（てんくうじ・りゅう）（西村和彦飾）
大天空寺第一代的住持，尊的父親，也是一名幽靈獵人。
在尊被文藝復興眼魔擊敗前，賜予了尊父親魂的力量。
仙人（せんにん）（竹中直人飾）
幫天空寺尊復活的神秘大叔。
遊流仙（ユルセン）（CV：悠木碧）
使魔，被仙人指派在尊的身邊指導著他。
西園寺主稅（さいおんじ・ちから）（森下能幸飾）
呼喚出眼魔並在事件背後操縱著的神秘男子，為了自身的慾望而與亞蘭合作。
亞蘭（アラン）（磯村勇斗飾）
眼魔一族的皇子，結尾以假面騎士Necrom的姿態登場。
涉谷（シブヤ）（溝口琢矢飾）
大天空寺的修行僧。
成田（ナリタ）（勸修寺玲旺飾）
大天空寺的修行僧。

## 本作限定登場假面騎士/形態

### 假面騎士Zero Drive
變身者：泊進之介（替身演員：、CV：竹内涼真）
原文： / Kamen Rider Zero Drive
| 型態名稱 | 簡介 | 外觀                                                                                         | 能力                                                  |
| 通常形態 | 以最初期的Drive驅動器利用「Shift Speed Prototype」移速戰車變身的形態 身高：199cm 體重：99kg 拳擊力：3.9t 踢擊力：5.8t 跳躍力：27.5m 行動速度：100m/6.2秒 | 全身以黑色和紅色為主，造形上除了胸部輪胎配件和主色外，基本與假面騎士Drive type Speed形態一樣 | Drive驅動器首次獲悉變身的系統功能後所開發的最初期形態 |

### 假面騎士Dead Heat Drive
變身者：泊進之介（替身演員：、CV：竹内涼真）
原文： / Kamen Rider Dead Heat Drive
| 型態名稱 | 簡介 | 外觀                                                                                       | 能力                                                                                       |
| 通常形態 | 以Mach驅動炎使用「Shift Dead Heat」移速戰車變身的形態 身高：200cm 體重：107.1kg 拳擊力：15.3t 踢擊力：23.7t 跳躍力：36.5m 行動速度：100m/3.2秒 | 全身以紅色、白色、黑色及藍色為主，造形上除腰帶外基本與假面騎士Drive type Dead Heat形態一樣 | 以泊進之介專用的Mach驅動炎所變身，從假面騎士Drive type Dead Heat形態移植的另一新型號模式。 |

## 登場怪人 / 敵對角色

### 眼魔
- 上級眼魔

- 達文西眼魔 （替身演員：、CV：小林劍道）

原文：
上級眼魔融合文藝復興三傑之一的「達文西」眼魔眼魂變身而成的形態。
- 拉斐爾眼魔 （替身演員：、CV：大河原次郎（シソンヌ））

原文：
上級眼魔融合文藝復興三傑之一的「拉斐爾」眼魔眼魂變身而成的眼魔形態。
- 米開朗基羅眼魔 （替身演員：、CV：長谷川忍（シソンヌ））

原文：
上級眼魔融合文藝復興三傑之一的「米開朗基羅」眼魔眼魂變身而成的形態。
- 文藝復興眼魔 （替身演員：、CV：小林劍道）

原文：
達文西眼魔、拉斐爾眼魔、米開朗基羅眼魔合體的巨大形態。
- 眼魔A （替身演員：、CV：高戶靖廣）

於大天空寺院奪取「Musashi」幽靈眼魂的上級眼魔。
- 動員眼魔

### 惡路程式（/Roidmude）
- 心臟惡路程式超進化態
- 頭腦惡路程式超進化態
- 醫師惡路程式超進化態
- 眼鏡蛇型惡路程式
- 蜘蛛型惡路程式
- 蝙蝠型惡路程式

## 樂曲

### 主題曲
「はじまりの日」 
- 作曲：1 FINGER、守尾崇
- 編曲：守尾崇
- 作詞／演唱：1 FINGER

### 插曲
「我ら思う、故に我ら在り」 
- 作詞／作曲：綾小路翔
- 編曲：木内健
- 演唱：氣志團

## 演員
- 泊進之介 / 假面騎士Drive / 假面騎士Zero Drive / 假面騎士Dead Heat Drive - 竹內涼真 飾/聲
- 天空寺尊 / 假面騎士Ghost - 西銘駿 飾/聲
- 詩島剛 / 假面騎士Mach - 稻葉友 飾/聲
- Chase / 假面騎士Chaser - 上遠野太洸 飾/聲
- 深海誠 / 假面騎士Specter - 山本涼介 飾/聲
- 詩島霧子 - 內田理央 飾
- 月村朱里 - 大澤光 飾
- 御成 - 柳喬之 飾
- 本願寺純 / 假面騎士純 - 片岡鶴太郎 飾
- 澤神鈴奈 - 吉井怜 飾
- 西城究 - 濱野謙太 飾
- 追田現八郎 - 井俣太良 飾
- Heart / 心臟惡路程式 - 蕨野友也 飾/聲
- Brain / 頭腦惡路程式 - 松島庄汰 飾/聲
- Medic / 醫師惡路程式 - 馬場富美香 飾/聲
- 天空寺龍 - 西村和彦 飾
- 仙人 - 竹中直人 飾
- 西園寺主稅 - 森下能幸 飾
- 亞蘭 / 假面騎士Necrom - 磯村勇斗 飾
- 涉谷 - 溝口琢矢 飾
- 成田 - 勸修寺玲旺（日语：勧修寺玲旺） 飾
- 保安員 - 加藤泰平（日语：加藤泰平） 飾

## 聲音演出
- 腰帶先生（Drive驅動器） - Chris Peppler（日语：クリス・ペプラー）
- 達文西眼魔 / 文藝復興眼魔 - 小林劍道
- 拉斐爾眼魔 - 大河原次郎（シソンヌ）
- 米開朗基羅眼魔 - 長谷川忍（シソンヌ）
- 遊流仙 - 悠木碧
- 眼魔A - 高戶靖廣

## 製作人員
- 原作 - 石之森章太郎
- 劇本 - 林誠人
- 配樂 - 坂部剛（日语：坂部剛）、鳴瀨シュウヘイ（日语：鳴瀬シュウヘイ）、中川幸太郎
- 特攝導演 - 佛田洋（日语：佛田洋）（特攝研究所（日语：特撮研究所））
- 發行 - 東映
- 製作單位 - 「Ghost & Drive」製作委員會（tv asahi、東映、ADK、木下組（日语：木下工務店）、萬代）
- 導演 - 金田治（日语：金田治）（Japan Action Enterprise）

## 附註
1. ↑  .   [2015-11-11]. （原始内容存档于2020-11-08）.
2. ↑  .   [2015-11-11]. （原始内容存档于2019-08-08）.
3. ↑  即《假面騎士Drive》中的「Chase/假面騎士Chaser」及「Heart」「Brain」「Medic」
4. ↑  . ORICON STYLE. 2015-11-02  [2015-11-02]. （原始内容存档于2015-11-26）.
5. ↑  . ORICON STYLE. 2015-11-08  [2015-11-08]. （原始内容存档于2018-01-03）.
6. ↑  本作劇場版登場的型態命名為父親魂

## 外部連結
- 官方網站（页面存档备份，存于）